# Jüdischer Friedhof (Asti)

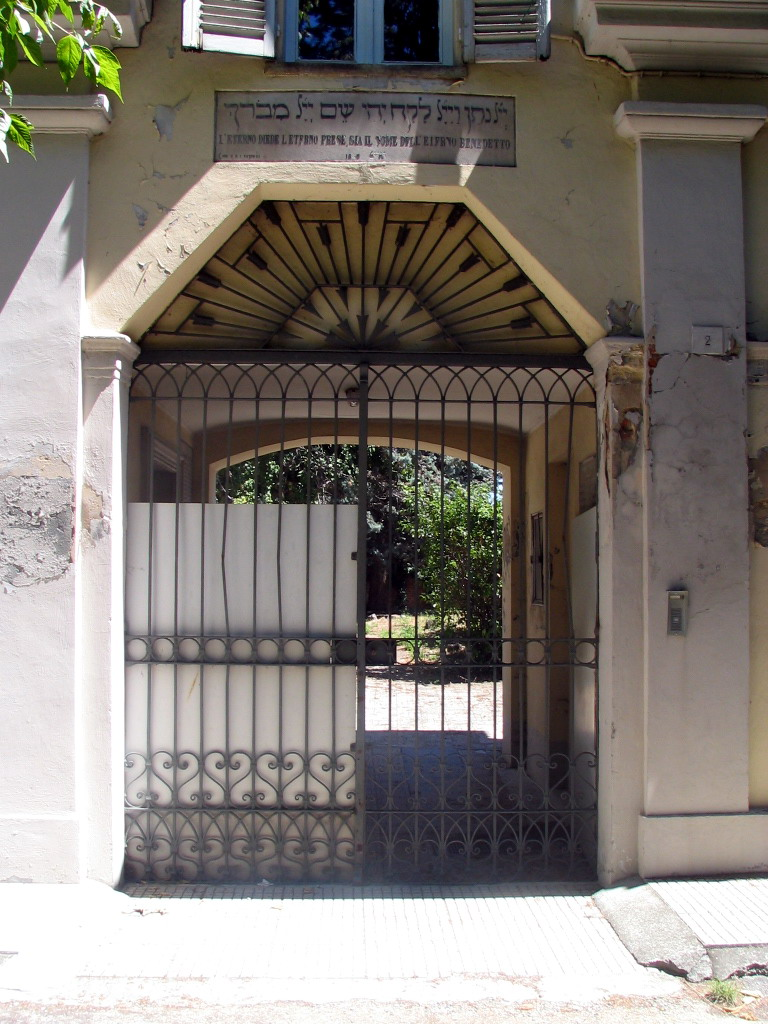
Eingang zum jüdischen Friedhof in Asti

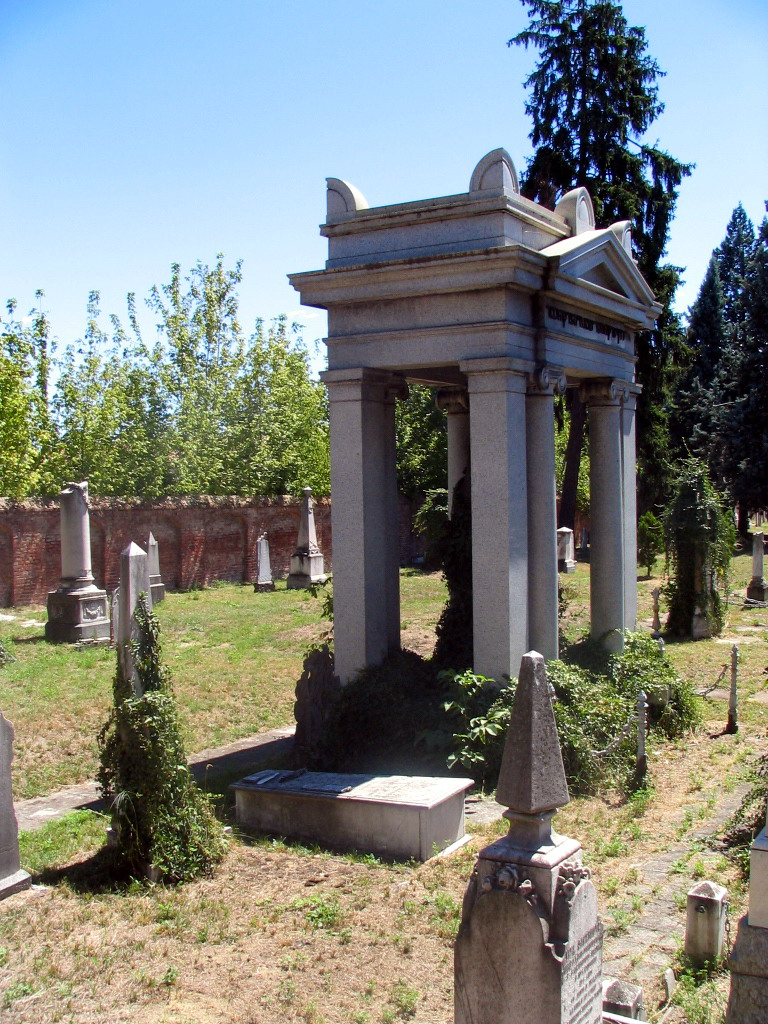
Ansicht des Friedhofs

Der Jüdische Friedhof in Asti, einer Stadt in Nordwest-Italien in der Region Piemont, wurde im Jahr 1810 angelegt. Der Jüdische Friedhof befindet sich an der Via Massimo d’Azeglio Nr. 42.

## Grabstätten bekannter Persönlichkeiten
- Isacco Artom